# Mausoléu de Santo Urbano

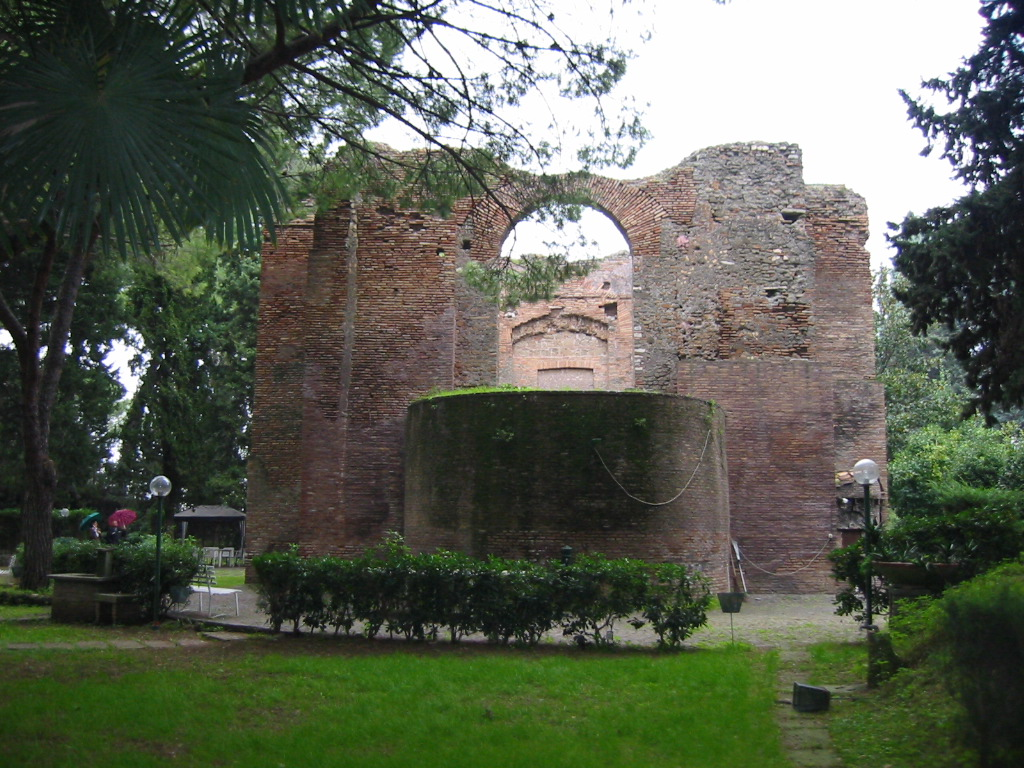
Vista anterior.

Mausoléu de Santo Urbano é um mausoléu localizado na quarta milha da Via Ápia Antiga, no quartiere Ardeatino de Roma, não muito distante do Mausoléu de Cecília Metela e com uma fachada de tijolos. Construído sobre um pódio e com abside em três lados, este monumento era tradicionalmente conhecido como "Templo de Júpiter".

## História

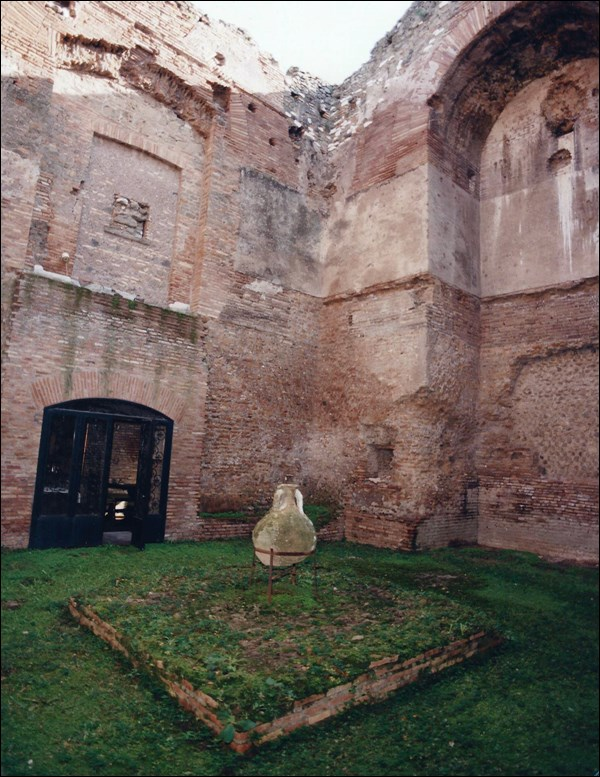
Interior.

Situado numa antiga propriedade dos Torlonia adquirida pelos irmãos Lugari em 1879, a estrutura, provavelmente da dinastia Antonina (século II), se apresenta como um grande sepulcro de tijolos com degraus na frente. Nas imediações do monumento, no decurso das escavações conduzidas pelos Lugari no final do século XIX (sob o comando do escritório técnico responsável por escavações de antiguidades liderado por Rodolfo Lanciani), foram recuperados os restos de uma grande villa identificada como Domus Marmeniae, da matrona romana Marmenia, uma convertida ao cristianismo. Por vontade dela, o sepulcro passou a abrigar as relíquias de Santo Urbano, bispo e mártir, que antes havia sido sepultado na Catacumba de Pretextato. Depois da morte de Marmenia, a villa passou para a Igreja e foi transformada num cemitério onde foram sepultados cristãos até o final da invasão dos godos (primeira metade do século VI). Fragmentos de sarcófagos foram descobertos durante as escavações e estão atualmente em exibição no local.

## Arquitetura

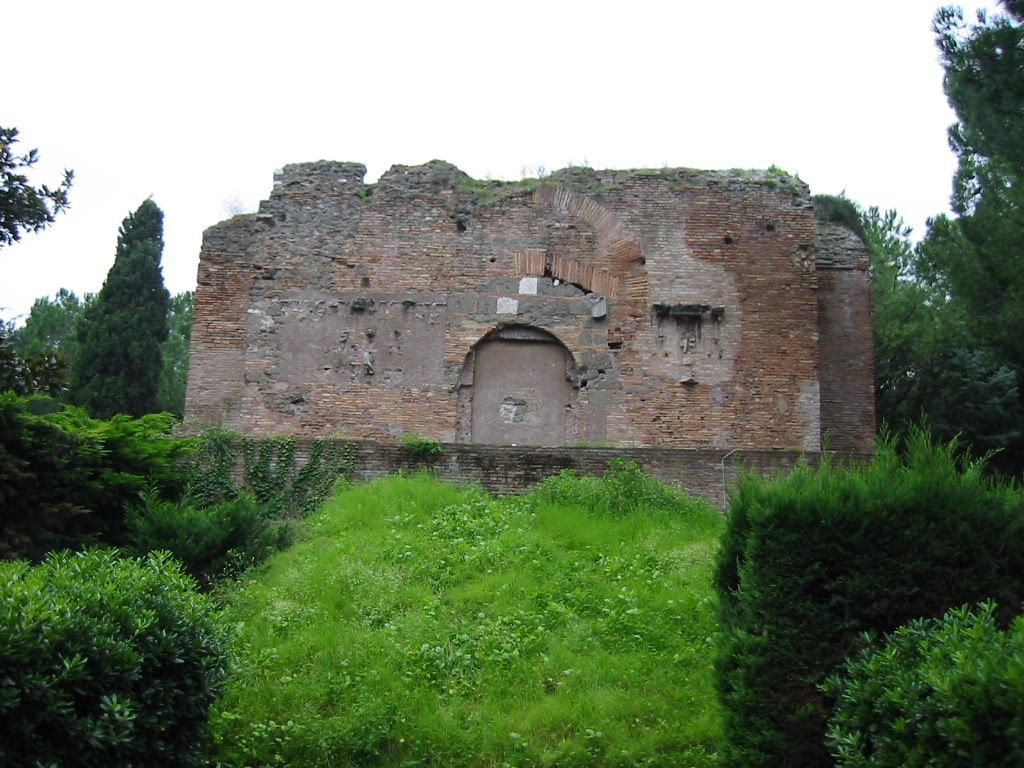
Vista posterior.

O mausoléu propriamente dito era constituído de um hipogeu e de uma sala superior dedicada aos ritos funerários. É provável que, originalmente, se chegava ao hipogeu através de uma escada no interior de um vestíbulo, mas ela foi demolida durante a perseguição de Diocleciano (c. 303-305), quando o imperador determinou a destruição de todos os locais onde os cristãos se reuniam; ela foi reconstruída de forma muito mais elaborada e a fachada foi transformada pela construção de um pórtico, provavelmente tetrastilo, do qual restam alguns fragmentos da base e do entablamento.
Duas portas davam acesso ao hipogeu, composto por um vestíbulo e por um vasto ambiente quadrado com três absides: a central, de forma semicircular e as duas laterais, retangulares. Quatro pilastras nas esquinas e uma, maior, no centro do recinto, sustentavam o teto. No século XIII, o sepulcro foi transformado numa torre fortificada (a Torrione dei Borgiani), da qual se percebem os restos ainda hoje na parte superior do monumento.
Um grande tanque de água e uma enorme cisterna romana foram descobertos nas imediações.